# Mujer de nadie
Mujer de nadie es una telenovela mexicana producida por Giselle González para TelevisaUnivision en el 2022. La telenovela es una versión de la historia de 2004, Amarte es mi pecado de Liliana Abud, siendo adaptado por Leonardo Bechini, María Elena López y Claudio Lacelli. Se estrenó a través de Las Estrellas el 13 de junio de 2022 en sustitución de El último rey y finalizó el 12 de agosto del mismo año siendo reemplazada por La madrastra.
Está protagonizada por Livia Brito y Marcus Ornellas, junto con Azela Robinson, Cynthia Klitbo, Carmen Aub, Arap Bethke, María Penella, Francisco Pizaña y Plutarco Haza en los roles antagónicos. Acompañados por Ale Müller, Verónica Merchant, Verónica Langer y Adalberto Parra.

## Trama
En Cholula, Puebla radica Lucía Arismendi (Livia Brito), una hermosa mujer que vive con Jacobo (Marco Treviño), su padre e Isaura (Cynthia Klitbo), su cruel, ludópata y ambiciosa madrastra. Además, Lucía vive plenamente enamorada de su novio Alfredo Terán (Arap Bethke), sin imaginarse que tiene una doble vida y solo quiere aprovecharse de Lucía para sacar ventaja. Un día, Isaura llega al casino de Heriberto Valdepeña (Roberto Soto), el hombre más rico y e influenciable del Cholula, y apuesta las escrituras de la casa de Jacobo, sin embargo, esta pierde la apuesta; Jacobo se entera de que Isaura apostó y perdió la casa y al caer la noche, la confronta y sufre un infarto durante la discusión y fallece. Isaura aprovecha la situación para culpar a Lucía de dicha desgracia.
Para recuperar algo de lo perdido, Isaura y Alfredo se ponen de acuerdo para vender a Lucía ante Heriberto, quien enamorado de su belleza, buscará hacer suya a Lucía sin importar quien se cruce en su camino. Mientras escapa de Heriberto, Lucía conoce a Fernando Ortega (Marcus Ornellas), un hombre que mientras intentaba llegar a Cholula se encuentra a Lucía en su camino y la salva de las manos de Heriberto, además, con el que siente una gran conexión. La desgracia de Lucía sube de intensidad cuando ella junto con Isaura son desalojadas de su casa por orden de Heriberto, por lo que recurren a perdirle asilo a su tía Alejandra (Azela Robinson), la hermana de su madre con la que Jacobo oculta un pasado, y Casilda (María Penella), su ahijada no agraciada físicamente.
Sin embargo, el amor entre Lucía y Fernando nacerá a raíz de que es perseguida, engañada y traicionada, haciendo que Lucía sea Mujer de nadie.

## Reparto
Se publicó una lista del reparto confirmado el 15 de marzo de 2022, a través de la página web oficial de la sala de prensa de TelevisaUnivision.

### Principales
- Livia Brito como Lucía Arizmendi Díaz
  - Camila Nuñez interpretó a Lucía de niña
- Marcus Ornellas como Fernando Ortega Ibarra
- Arap Bethke como Alfredo Terán[11]
- Azela Robinson como Alejandra Madrigal de Horta
- Cynthia Klitbo como Isaura Henderson de Arizmendi
- Plutarco Haza como Rafael López Montes[13]
- María Penella como Casilda Gómez
- Juanita Arias como Paulina Altamirano
- Carmen Aub como Roxana Vázquez de López[14]
- Alexa Martín como Michelle Ortega Ibarra
- Ignacio Tahhan como Leonardo
- Sergio Bonilla como Diego Altamirano
- Luis Arrieta como Carlos Ortega Ibarra
- Rosa María Bianchi como Gertrudis Huerta de Valdepeña[15]
- Verónica Langer como Martha Ibarra de Ortega
- Verónica Merchant como Pilar Riveira
- Adalberto Parra como Juventino «Juve» Huerta
- Enrique Singer como Gabino Illescas
- Roberto Soto como Heriberto Valdepeña
- Ale Müller como Claudia Solís
- Francisco Pizaña como Pedro
- Ignacio Riva Palacio como Néstor
- Clarisa González como Silvia
- Catalina López como Dominga
- Kristel Klitbo como Antonia

### Recurrentes e invitados especiales
- Marco Treviño como Jacobo Arizmendi[15]
  - Janitzio Caballero interpretó a Jacobo de joven
- Marco Aurelio Nava como El Hiena
- Héctor Illanes como El Chino
- Danilo Ujus como Búnker
- Armando Andrade como Pablo Illescas

## Producción
La telenovela fue anunciada el 26 de noviembre de 2021 como parte de lo nuevo en ficción para TelevisaUnivision. El rodaje y producción de la telenovela inició el 9 de marzo de 2022 y el claquetazo oficial por el inicio de rodaje el 14 de marzo. El desarrollo de guiones y la adaptación de la telenovela está a cargo de Leonardo Bechini, María Elena López y Claudio Lacelli, junto con la dirección escénica de Fabián Corres y Juan Pablo Blanco, además de Armando Zafra y Daniel Ferrer como encargados de las cámaras, junto con Hugo Muñoz y Juan Carlos Lazo en la fotografía. La telenovela fue presentada el 17 de mayo de 2022, en el up-front de TelevisaUnivision para la programación de la temporada 2022-23, además de estar conformada por 45 episodios producidos.

### Selección del reparto
El 11 de noviembre de 2021, se especulaba en medios electrónicos que la actriz Adriana Louvier sería la que lleve el rol titular, después de estar alejada de las telenovelas desde 2018 con Caer en tentación, sin embargo, no se llegó a ninguna negociación. Otras actrices que sonaban para llevar el rol coprotagónico fueron Esmeralda Pimentel, Scarlet Gruber, Paulina Dávila, Cassandra Sánchez Navarro y Ale Müller, quienes hicieron pruebas de personaje. En ese mismo mes, Cynthia Klitbo, Nailea Norvind y Laura Cortés hicieron pruebas para el rol antagónico principal.
El 12 de febrero de 2022, se confirmó a Juanita Arias como una de las villanas de la historia. Tres días después, Ale Müller fue confirmada como uno de los estelares tras haber superado la prueba de personaje. El 9 de marzo de 2022, se confirmó a Carmen Aub, Azela Robinson, Cynthia Klitbo y María Penella como las villanas estelares, así como a Livia Brito y Marcus Ornellas como los personajes títulares, entre otros miembros. El 10 de marzo de 2022, se anunció la incorporación de la actriz Verónica Merchant a la producción, siendo aparte su regreso a TelevisaUnivision —siendo Una luz en el camino, la última producción que realizó en dicha televisora— y después de trabajar con TV Azteca por 24 años. El 17 de marzo de 2022, Arap Bethke se suma como villano principal, volviendo a compartir escenas con Brito desde 2018 con La piloto.

## Audiencias
| Temporada | Horario (CT)                     | Episodios | Primera emisión     | Primera emisión      | Última emisión       | Última emisión       | Prom. de espectadores (millones) |
| Temporada | Horario (CT)                     | Episodios | Fecha               | Audiencia (millones) | Fecha                | Audiencia (millones) | Prom. de espectadores (millones) |
| --------- | -------------------------------- | --------- | ------------------- | -------------------- | -------------------- | -------------------- | -------------------------------- |
| 1         | Lunes a viernes 21:30 - 22:30 h. | 45        | 13 de junio de 2022 | 3.0                  | 12 de agosto de 2022 | 3.3                  | 2.9                              |

## Episodios
| N.º | Título                                                             | Fecha de emisión original | Audiencia (millones) |
| --- | ------------------------------------------------------------------ | ------------------------- | -------------------- |
| 1   | «Todo mundo tiene un precio»                                       | 13 de junio de 2022       | 3.0                  |
| 2   | «Yo voy a hacer que se haga justicia»                              | 14 de junio de 2022       | 3.2                  |
| 3   | «¿Cuánto por una sesión privada?»                                  | 15 de junio de 2022       | 2.9                  |
| 4   | «La gente más poderosa»                                            | 16 de junio de 2022       | 3.0                  |
| 5   | «Poner las cartas sobre la mesa»                                   | 17 de junio de 2022       | 2.8                  |
| 6   | «No eres el dueño de mi vida»                                      | 20 de junio de 2022       | 3.0                  |
| 7   | «Aquí voy a estar para ti»                                         | 21 de junio de 2022       | 2.9                  |
| 8   | «Seguir al corazón»                                                | 22 de junio de 2022       | 3.2                  |
| 9   | «Todos los hombres son iguales»                                    | 23 de junio de 2022       | 2.9                  |
| 10  | «El tiempo lo cura todo»                                           | 24 de junio de 2022       | 2.5                  |
| 11  | «Manipulación de amores»                                           | 27 de junio de 2022       | 2.8                  |
| 12  | «Nuestra historia de amor»                                         | 28 de junio de 2022       | 3.1                  |
| 13  | «Lucía le da una oportunidad al amor con uno de sus pretendientes» | 29 de junio de 2022       | 2.9                  |
| 14  | «¡Que viva el amor! Lucía y Fernando ya son novios»                | 30 de junio de 2022       | 2.9                  |
| 15  | «Las amigas de Lucía la traicionan»                                | 1 de julio de 2022        | 2.7                  |
| 16  | «¿Por qué tenías que mentirme?»                                    | 4 de julio de 2022        | 2.8                  |
| 17  | «Una suerte del diablo»                                            | 5 de julio de 2022        | 2.9                  |
| 18  | «¿Quién era mi mamá?»                                              | 6 de julio de 2022        | 2.6                  |
| 19  | «Detener el tiempo»                                                | 7 de julio de 2022        | 2.6                  |
| 20  | «¡Yo soy tu madre!»                                                | 8 de julio de 2022        | 2.5                  |
| 21  | «No me vuelvas a decir hija»                                       | 11 de julio de 2022       | 3.0                  |
| 22  | «Trabajé como prostituta»                                          | 12 de julio de 2022       | 2.9                  |
| 23  | «Aceptar lo que soy»                                               | 13 de julio de 2022       | 2.9                  |
| 24  | «Si fuera tú, me querría morir»                                    | 14 de julio de 2022       | 2.9                  |
| 25  | «Jamás derrames una lágrima por un hombre»                         | 15 de julio de 2022       | 2.7                  |
| 26  | «No me busques más»                                                | 18 de julio de 2022       | 2.9                  |
| 27  | «¿Te quieres casar conmigo?»                                       | 19 de julio de 2022       | 3.0                  |
| 28  | «Perdimos la guerra»                                               | 20 de julio de 2022       | 2.5                  |
| 29  | «La muerte de Roxana»                                              | 21 de julio de 2022       | 3.0                  |
| 30  | «¡Boda interrumpida!»                                              | 22 de julio de 2022       | 2.5                  |
| 31  | «Yo no la maté»                                                    | 25 de julio de 2022       | 2.7                  |
| 32  | «¡Lucía está embarazada!»                                          | 26 de julio de 2022       | 2.7                  |
| 33  | «Gracias por hacerme tu mamá»                                      | 27 de julio de 2022       | 2.8                  |
| 34  | «La bebé está muerta»                                              | 28 de julio de 2022       | 2.8                  |
| 35  | «El mundo está a mis pies»                                         | 29 de julio de 2022       | 2.6                  |
| 36  | «Te voy a hacer pagar»                                             | 1 de agosto de 2022       | 2.6                  |
| 37  | «No te imaginas cuánto te odio»                                    | 2 de agosto de 2022       | 2.9                  |
| 38  | «Todo esto es mío»                                                 | 3 de agosto de 2022       | 3.0                  |
| 39  | «¿Aceptarías casarte conmigo?»                                     | 4 de agosto de 2022       | 3.0                  |
| 40  | «Yo no soy la mamá de Valentina»                                   | 5 de agosto de 2022       | 3.0                  |
| 41  | «Me destrozaste la vida»                                           | 8 de agosto de 2022       | 3.1                  |
| 42  | «¡Valentina es tu hija!»                                           | 9 de agosto de 2022       | 3.1                  |
| 43  | «Te extrañé tanto»                                                 | 10 de agosto de 2022      | 3.0                  |
| 44  | «Perdiste, mi amor»                                                | 11 de agosto de 2022      | 3.0                  |
| 45  | «El motor de mi vida»                                              | 12 de agosto de 2022      | 3.3                  |

## Premios y nominaciones

### TV Adicto Golden Awards 2022
| Categoría                           | Nominados                         | Resultado |
| ----------------------------------- | --------------------------------- | --------- |
| Mejor tema musical                  | «Divina maldición» por María León | Ganadora  |
| Mejor actor en un papel secundario  | Adalberto Parra                   | Ganador   |
| Mejor actriz en un papel secundario | María Penella                     | Ganadora  |